# Клаудия Танер
Клаудия Танер (на немски: Klaudia Tanner) е австрийска политичка от Австрийската народна партия. От 2011 до 2020 г. работи като генерален директор на политическата асоциация на фермерите в Австрия. От 7 януари 2020 г. е министър на отбраната на Австрия в правителствата на Себастиан Курц, Александер Шаленберг и Карл Нехамер.

## Биография
Родена е на 2 май 1970 г. в град Шайбс, провинция Долна Австрия, Австрия. От 2001 до 2003 г. работи в кабинета на министъра на вътрешните работи Ернст Щрасер, а от 2003 до 2010 г. работи в ИТ компанията Kapsch BusinessCom (дъщерно дружество на Kapsch от 2003 до 2010 г.).

## Политическа дейност
След изборите през 2017 г. се водят преговори за коалиционно правителство при канцлера Себастиан Курц, като тя се определя за бъдещ министър в кабинета. След парламентарните избори през 2019 г. е назначена за министър на отбраната от Себастиан Курц през януари 2020 г., което я прави първата жена, която заема тази длъжност.
Под нейно ръководство Австрия мобилизира своите военни резервисти за първи път след Втората световна война, които организира да се борят с пандемията от COVID-19. Те доставят хранителни продукти, медицинска помощ и извършват полицейски операции. Нейното министерство поръчва 18 хеликоптера модел Leonardo AW169M в сделка с Италия през септември 2020 г., заменяйки своя флот от 50-годишни хеликоптери модел Aérospatiale Alouette III.